# Hydractinia milleri
Hydractinia milleri is een hydroïdpoliep uit de familie Hydractiniidae. De poliep komt uit het geslacht Hydractinia. Hydractinia milleri werd in 1902 voor het eerst wetenschappelijk beschreven door Torrey. 